# Raphitoma oblonga
Raphitoma oblonga é uma espécie de gastrópode do gênero Raphitoma, pertencente a família Raphitomidae.